# Bandarban
Bandarban este un oraș din Bangladesh.

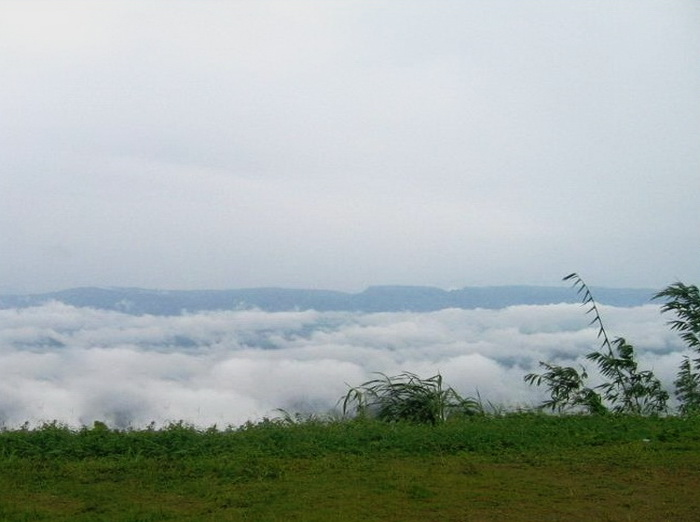
Nilgiri, Bandarban